# Calm Down
Calm Down è l'EP di debutto della disc jockey, produttrice discografica, cantante e musicista australiana Alison Wonderland, pubblicato il 27 giugno 2014.

## Tracce
1. Cold – 3:32
2. I Want U – 3:31
3. Lies – 3:30
4. Sugar High (feat. Djemba Djemba) – 3:25
5. Space – 3:18